# Diplacanthopoma
Diplacanthopoma es un género de peces marinos actinopeterigios, distribuidos por el océano Atlántico, océano Pacífico y océano Índico.

## Especies
Existen nueve especies reconocidas en este género:
- Diplacanthopoma alcockii Goode y Bean, 1896
- Diplacanthopoma brachysoma Günther, 1887
- Diplacanthopoma brunnea Smith y Radcliffe, 1913
- Diplacanthopoma japonicus (Steindachner y Döderlein, 1887)
- Diplacanthopoma jordani Garman, 1899
- Diplacanthopoma kreffti Cohen y Nielsen, 2002
- Diplacanthopoma nigripinnis Gilchrist y von Bonde, 1924
- Diplacanthopoma raniceps Alcock, 1898
- Diplacanthopoma riversandersoni Alcock, 1895